# ایتساکو هاسگاوا

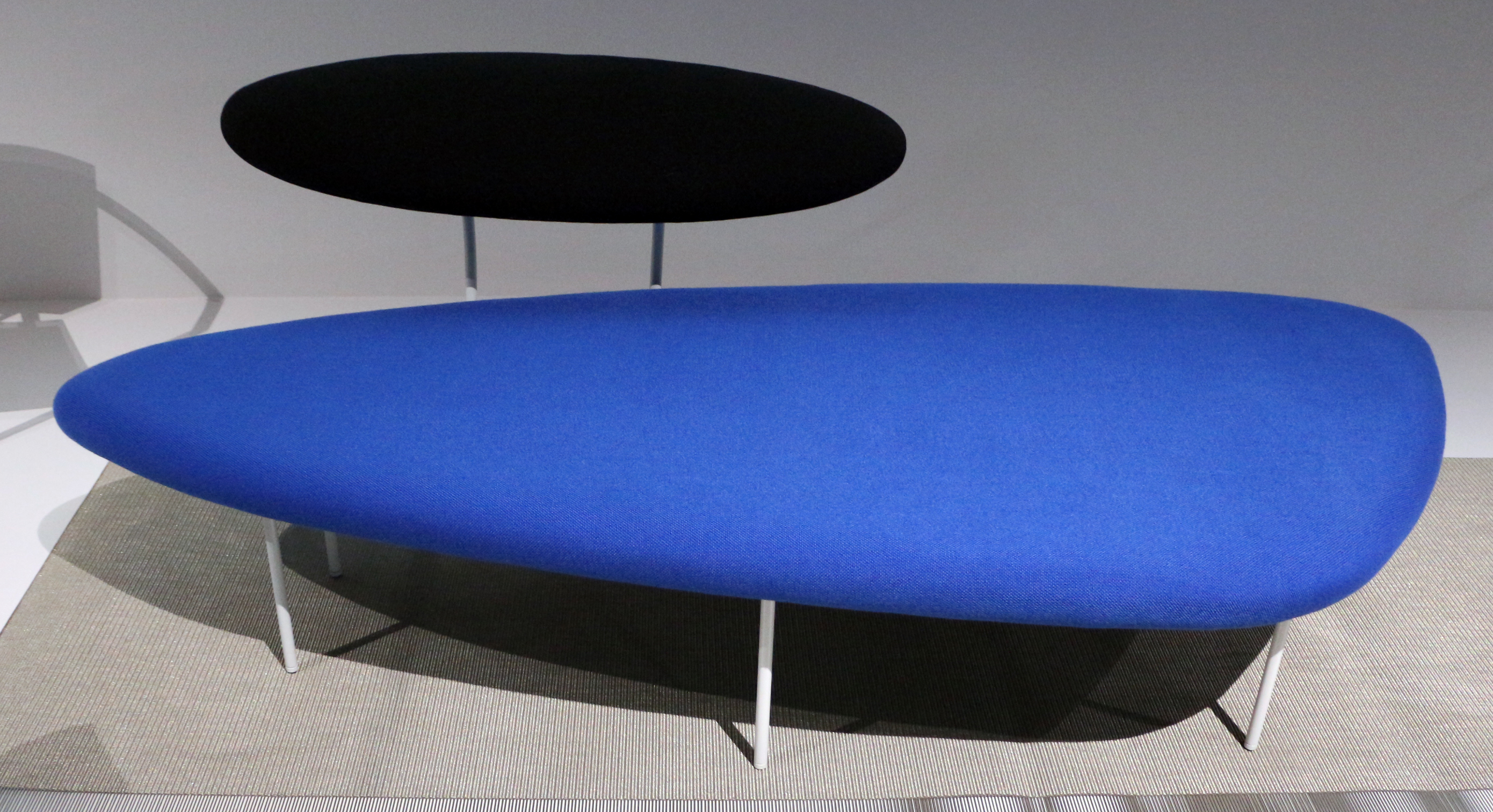
هنر دکوراتیو اثر ایتساکو هاسگاوا

ایتساکو هاسگاوا، یک معمار ژاپنی است که در ساال ۱۹۴۱ در شهر یایزو ژاپن متولد ششده است. او در سال ۱۹۶۴ از رشته معماری فارغ‌التحصیل شده و تا سال ۱۹۶۹ برای کیونوری کیکوتاکه کار کرد و سپس دو سال در مؤسسه تکنولوژی توکیو دوباره به تحصیل در معماری پرداخت. از ۱۹۷۱ تا ۱۹۷۸ در همان مؤسسه کار کرد و در سال ۱۹۷۶ دفتر شخصی خودش را تأسیس کرد.
او در سال ۱۹۸۷ جایزه اول مسابقه طراحی مرکز فرهنگی شوناندی را از آن خود کرد. در آغاز مخالفت‌هایی با این طرح بود، اما با انجام گفتگوهای مختلف با مردم توانست رضایت محلی‌ها را جلب کند.
او عضو افتخاری مؤسسه سلطنتی معماران بریتانیایی بوده و جوایز بسیاری از جمله "جایزه هنر ایون"، "جایزه جامعه پیمانکاران ساختمان" و "جایزه فرهنگی و جوایز بسیار دیگری را از آن خود کرده‌است.

## ترجمه به فارسی
- معماری به مثابه طبیعتی دیگر، در کتاب نظریه‌ها و مانیفست‌های معماری معاصر، گردآوری چارلز جنکز، ترجمه احسان حنیف. ۱۳۹۷.